# Super balle

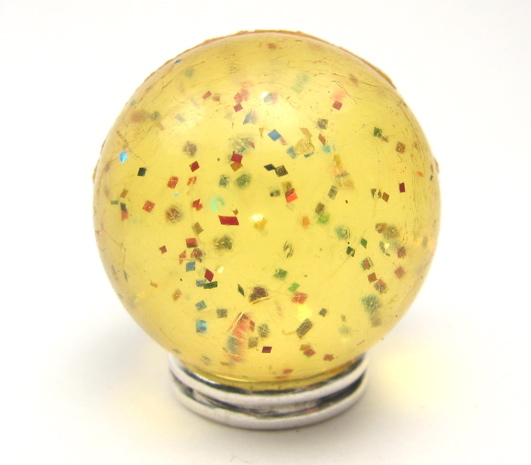
Une Super Balle qui contient des particules scintillantes reposant sur un socle. Le plastique a jauni avec l'âge.

Une Super Balle (de l'anglais Super Ball ou SuperBall) également connue sous l’appellation Balle magique, est un jouet basé sur un type de caoutchouc synthétique inventé en 1964 par le chimiste Norman Stingley. C'est une balle extrêmement élastique faite de Zectron qui contient le polymère synthétique polybutadiène ainsi que du dioxyde de silicium hydraté, de l'oxyde de zinc, de l'acide stéarique et d'autres ingrédients. Le composé est ensuite vulcanisé avec du soufre à une température de 165 °C et formé à une pression de 500 psi. Le résultat donne une Super Balle avec un coefficient de restitution très élevé,,, qui, lâchée au niveau des épaules, reviendra pratiquement à la même hauteur. Lancée par un adulte, une Super Balle peut rebondir par-dessus un bâtiment de trois étages.
Les jouets similaires à la Super Balle sont plus souvent connus sous le nom de balles rebondissantes, un terme qui couvre également d'autres balles créées par d'autres fabricants avec une formule différente (notamment, un procédé à base de proteines de lactoserum a été développé avec succès par Nicolas Erabit en 2012).

## Histoire

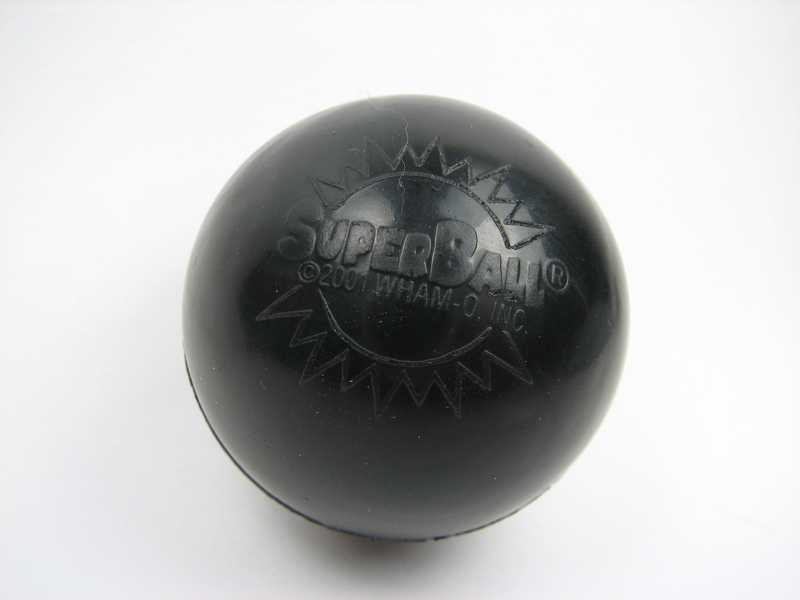
Une Super Balle de 2001 par la marque Wham-O

Après que Stingley a inventé le caoutchouc synthétique, il a cherché un moyen de le rendre utile et quelqu'un prêt à le fabriquer. Il proposa son invention à la Bettis Rubber Company (pour qui il travaillait à l'époque) mais celle-ci refusa de l'utiliser car le matériel n'était pas assez résistant. Il proposa alors son invention à la compagnie de jouet Wham-O qui a par la suite travaillé sur une version plus résistante. Cette version est toujours fabriquée par Wham-O.
« Cela nous a pris presque deux ans pour finaliser la Super Balle avant de pouvoir la produire. » rapporta Richard Knerr, président de Wham-O en 1966. « Elle a toujours eu une formidable élasticité, mais avait tendance à voler en éclats. Nous avons corrigé cela avec une technique de très haute pression pour la former. Nous en vendons maintenant des millions. »
Quand la Super Balle a été lancée, elle était à la mode et très populaire. La production atteignit un pic de plus de 170 000 par jour. En décembre 1965, plus de six millions d'unités avaient été vendues, et le conseiller présidentiel des États-Unis McGeorge Bundy commanda cinq douzaines de Super Balles pour la Maison-Blanche afin de divertir le personnel,,,. Étant conscient que les phénomènes de mode sont éphémères, Richard P. Knerr, le vice-président exécutif de Wham-O Executive déclara : « Chaque rebond de la Super Balle est de 92 % la hauteur du précédent. Si nos ventes ne descendent pas plus vite que cela, ce sera un succès. » À sa sortie, la Super Balle large se vendait 98 centimes chez les distributeurs ; à la fin de 1966, les versions miniatures colorées se vendaient pour dix centimes dans les distributeurs.
À la fin des années 1960, Wham-O créa une Super Balle « géante », environ de la taille d'une boule de bowling pour créer le buzz. Elle tomba du 23e étage (du toit dans certains rapports) d'un hôtel australien et détruisit, au second rebond, une voiture décapotable garée,.
Le compositeur Alcides Lanza, dans sa composition Plectros III (1971), spécifia que l'interprète doit utiliser des sticks pour frapper une paire de Super Balles ainsi que frotter les cordes et le boîtier d'un piano dessus. Lanza avait acheté plusieurs Super Balles en 1965 en tant que jouets pour son fils mais commença à expérimenter lui-même les sons émis lorsqu'il les frottait contre le boîtier ou les cordes d'un piano. Quelques années plus tard, il réalisa Plectros III.
Après avoir observé son fils jouer avec une Super Balle, Lamar Hunt, le fondateur de l'American Football League, inventa le terme « Super Bowl ». Dans une lettre du 25 juillet 1966 au commissaire de la NFL Pete Rozelle, Hunt écrivit « Je l'ai appelé Super Bowl de façon amusante mais cela peut bien sûr être amélioré par la suite ». Alors que les propriétaires des leagues décidèrent d'utiliser le nom « AFL-NFL Championship Game », les médias ont tout de suite adopté le nom de « Super Bowl », qui deviendra le nom officiel à partir du troisième match annuel,,.

## Propriétés physiques
D'après une étude, « Si un stylo est coincé dans une balle en plastique dure et que celle-ci est lâchée d'une certaine hauteur, le stylo a des chances de rebondir de plusieurs fois cette hauteur. » Si une Super Balle est lâchée sans effet sur une surface dure, avec une bille dessus, celle-ci rebondira très haut.
Les professeurs de physique des lycées utilisent les Super Balles pour enseigner aux étudiants les modèles normaux et anormaux des impacts,.
La « dureté » naturelle d'une Super Balle rend ses caractéristiques d'impact différentes des autres balles molles,. Le comportement d'une Super Balle est très complexe. La Super Balle a été utilisée comme une illustration du principe de Time Reversal Invariance.
Une Super Balle a pour réaction de rebondir dans la direction opposée de l'effet qui lui est donné,,. Cet effet dépend du respect tangentielle (le degré pour lequel un corps s'accroche plutôt que de glisser sur un autre, au point d'impact) et de l'effet de friction au moment de la collision. L'effet ne peut pas être expliqué par la théorie de l'impact d'un corps rigide, et ne le serait pas même si la balle était parfaitement rigide.

## Brevet
- (en) Stingley, Norman H., Highly Resilient Polybutadiene Ball, 22 mars 1966